# Armstrong County, Pennsylvania
Armstrong County är ett administrativt område i delstaten Pennsylvania i USA, med 68 941 invånare. Den administrativa huvudorten (county seat) är Kittanning, som också är största staden.

## Politik
Armstrong County tenderar att rösta på republikanerna i politiska val. Republikanernas kandidat har vunnit rösterna i countyt i samtliga presidentval sedan valet 2000. I valet 2016 vann republikanernas kandidat med 73,7 procent av rösterna mot 22,5 för demokraternas kandidat.

## Geografi
Enligt United States Census Bureau har countyt en total area på 1 721 km². 1 691 km² av den arean är land och 27 km² är vatten.

### Angränsande countyn
- Clarion County - nord
- Jefferson County - nordost
- Indiana County - öst
- Westmoreland County - syd
- Allegheny County - sydväst
- Butler County - väst
- Venango County - nordväst

### Orter
- Apollo
- Applewold
- Atwood
- Dayton
- Elderton
- Ford City
- Ford Cliff
- Freeport
- Kittanning (huvudort)
- Leechburg
- Manorville
- North Apollo
- Parker
- Rural Valley
- West Kittanning
- Worthington